# 10245 Inselsberg
10245 Inselsberg (6071 P-L) là một tiểu hành tinh vành đai chính được phát hiện ngày 24 tháng 9 năm 1960 bởi C. J. van Houten và I. van Houten-Groeneveld tại Palomar Schmidt.